# Byron Bubb
Byron Bubb (Londra, 17 dicembre 1981) è un ex calciatore grenadino, di ruolo centrocampista.

## Biografia
È fratello di Bradley Bubb.

## Carriera

### Club
Ha sempre giocato in Inghilterra, dal terzo all'undicesimo livello del campionato.

### Nazionale
Conta 16 presenze in Nazionale, dal 2004 al 2010.